# KAC M110 SASS
Das M110 Semi-Automatic Sniper System, kurz M110 SASS, ist ein Selbstlade-Scharfschützengewehr, das vom US-Heer im Jahr 2008 in Dienst gestellt wurde.

## Geschichte
Ende des Jahres 2004 gab die US Army bekannt, dass sie einen Nachfolger für das M24 SWS sucht. Es wurde ein halbautomatisches Scharfschützen-Waffensystem im Kaliber 7,62 × 51 mm NATO gesucht, mit dem Mannziele auf bis zu 1000 m bekämpft werden sollten. Von dem Gewehr wurde unter anderem weiter gefordert, dass es für die M118LR-Patrone (Long Range, Große Reichweite) optimiert sein sollte sowie ein Mündungsfeuer- beziehungsweise Schalldämpfer verwendet werde. Ein abnehmbares Magazin mit bis zu 20 Patronen sowie ein Rail Interface System zur Montage diverser Zieloptiken sollte vorhanden sein.
Neben der Knight’s Armament Company mit dem SR-M110 SASS nahmen an dem Wettbewerb unter anderem ArmaLite mit dem Super SASS, DPMS Panther Arms mit dem LRT SASS sowie Remington teil. Während der Testphase wurde das M110 als XM110 bezeichnet. Am 28. September 2005 gab die US Army bekannt, dass das XM110 SASS als Sieger aus dem Wettbewerb hervorgegangen sei und die Bezeichnung M110 SASS erhält. Den ersten Einsatz hatte das Gewehr im Rahmen der Task Force Fury im April 2007 in Afghanistan. Des Weiteren gab die US Army bekannt, dass sie bis zu 3000 M110 SASS in Dienst stellen möchte.

## Technik

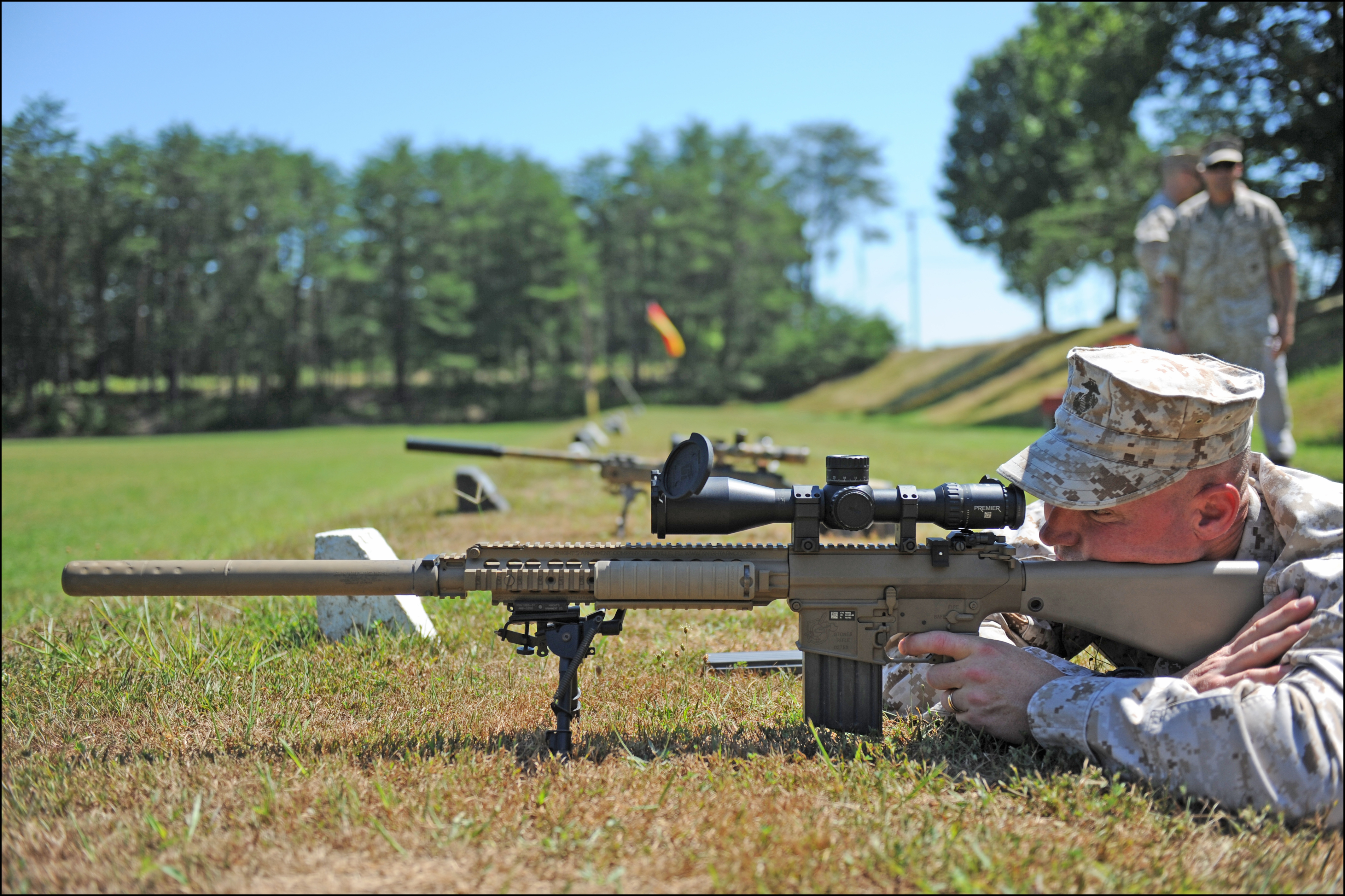
US-Marine mit einem M110 SASS

Das M110 selbst ist eine Modifikation des SR-25, das bei den US Marines als Mk 11 Mod 0 eingesetzt wird, wobei alle die Technik des von Eugene Stoner entwickelten AR-10 benutzen. Häufig wird das M110 mit dem Mk11 Mod 0 verglichen, es gibt jedoch einige Unterschiede im Detail. So verwendet das Mk11 ein Rail Interface System, während das M110 ein modulares RAS aufweist, das von Knight's URX RAS genannt wird. Bei beiden ist der Kolben fest, beim M110 ist er jedoch in der Länge einstellbar. Das M110 verfügt über eine klappbare offene Visierung, die nur im Notfall, zum Beispiel bei Beschädigung des Zielfernrohres, benutzt wird. Es ist beidhändig, sowohl von Links- als auch von Rechtshändern, bedienbar.

## Nachfolger
Das M110 wird durch eine Variante des G28 (Bezeichnung M110A1) abgelöst. Das G28 gewann die Ausschreibung für das Compact Semi-Automatic Sniper System (CSASS; dt.: kompaktes Selbstladescharfschützensystem) gegen sechs Konkurrenten. Die US-Army plant, 3643 Stück zu beschaffen.